# Nieuwveen
Nieuwveen è una località dei Paesi Bassi situata nel comune di Nieuwkoop, nella provincia dell'Olanda Meridionale. Fino alla soppressione della municipalità di Liemeer, avvenuta il 1º gennaio 2007, il villaggio ne è stato il capoluogo. Fino al 1º gennaio 1994 la municipalità di Liemeer ha portato il nome del proprio capoluogo, Nieuwveen.